# NHK大阪放送局のラジオ送信所一覧
NHK大阪放送局のラジオ送信所一覧（エヌエイチケイおおさかほうそうきょくのラジオそうしんじょいちらん）は、NHK大阪放送局のラジオ放送の送信所について説明する。

## AM放送送信施設概要
| 系統名      | 放送所名           | 呼出符号 | 周波数 | 空中線電力 | 放送対象 地域 | 放送区域 内世帯数 |
| ----------- | ------------------ | -------- | ------ | ---------- | ------------- | ----------------- |
| NHK 大阪第1 | 美原ラジオ放送所   | JOBK     | 666kHz | 100kW      | 近畿広域圏    | 不明              |
| NHK 大阪第2 | 羽曳野ラジオ放送所 | JOBB     | 828kHz | 300kW      | 全国放送      | 約960万世帯       |

### 所在地
- 南阪奈道路・美原インターチェンジの南側にラジオ第1放送、北側にラジオ第2放送の送信所がある。
  - ラジオ第1：大阪府堺市美原区丹上43番地
  - ラジオ第2：大阪府羽曳野市郡戸53番3号

- 送信所高さ
  - 美原ラジオ送信所　  196m
  - 羽曳野ラジオ送信所　155.2m

### ラジオ第1の放送エリア
- 近畿地方の広範囲に電波を発射しており、和歌山県、兵庫県の中継局は、大阪局傘下の中継局となっている。
- 滋賀県には滋賀県域対象の大津局（彦根局）の送信所が設置されているが、大阪局の中継局扱いであり、呼出符号は大阪局のものをアナウンスしている。
- かつては京都府にも京都局[1]の送信所および傘下の中継局が設置されていたが、廃止直前は、同じく大阪局の中継局扱いとなっていた。京都ラジオ第1放送の廃止後は、京都府両丹地方の中継局は大阪局傘下の中継局となっている。

### ラジオ第2の放送エリア
- 近畿地方の大半ならびに四国地方・東海地方を中心とした西日本地域の21府県に電波を発射しており、送信所が設置されていない京都府京都市・滋賀県・和歌山県北部ならびに、徳島県・三重県伊賀地区はこの送信所のエリアである。